# Zaremba (krawiectwo)
Zaremba – warszawska pracownia krawiecka założona w 1894 roku.
Pracownia ma siedzibę przy ul. Wiejskiej 17.

## Historia
Pracownia została założona w 1894 roku przez Edwarda Zarembę (1872–1931), który otworzył zakład krawiecki w gmachu Teatru Wielkiego. Umiejętności krawca stały się słynne nie tylko w Warszawie – rozpisywały się o nich gazety Paryża, Londynu, Wiednia i Moskwy, mistrz otrzymywał także propozycje otwarcia salonu za granicą. Po śmierci Edwarda Zaremby zakład prowadził jego syn – Zygmunt Zaremba, który został rozstrzelany przez Niemców w 1943 r. za działalność konspiracyjną, a następnie Adolf Zaremba (1898-1969), który rozpoczął pracę w Teatrze Wielkim. W 1922 roku otworzył pracownię przy ul. Hożej 6, a następnie, w 1927 roku, przy ul. Wspólnej 36. W okresie międzywojennym pracownia zatrudniała 15 czeladników, 2 krojczych, buchaltera i kuriera. U Adolfa kształcił się także młodszy brat – Tadeusz Zaremba (1911–1998), a pracownia działa pod nazwą „Bracia Zaremba”.
W 1933 roku Tadeusz otworzył własną pracownię przy ul. Koszykowej 52. Ubierał gwiazdy filmu i estrady oraz dyplomatów, profesorów, artystów i ludzi biznesu. Nieduży zakład przy ul. Koszykowej 52 w ciągu kilku lat zamienił na dużo większy i wystawniejszy salon przy ul. Koszykowej 40, na rogu Marszałkowskiej. Firmy braci Adolfa i Tadeusza rozwijały się do II wojny światowej. W 1940 roku Adolf Zaremba został aresztowany i przewieziony na Pawiak, skąd, dzięki wielomiesięcznym staraniom rodziny, został zwolniony (w międzyczasie, pod pozorem rewizji, jego firma została obrabowana przez Gestapo). Pod koniec wojny salon spłonął wraz z wyposażeniem, a pracownia Tadeusza została zniszczona w czasie powstania warszawskiego.
W lipcu 1945 roku Tadeusz Zaremba wznowił działalność w budynku przy Al. Jerozolimskich 17, szyjąc dla warszawskiej socjety i dyplomacji, od 1956 po adresem Al. Jerozolimskie 27,  a następnie na Nowogrodzkiej 15. Często gościł w telewizji i na łamach prasy, a jego klientami byli m.in. Kabaret Starszych Panów, Zbigniew Herbert, muzycy Filharmonii Narodowej, aktorzy produkcji filmowych (jak „Ogniem i mieczem”) oraz Józef Cyrankiewicz. Tradycję rodzinną po ojcu przejął Adam Zaremba (1940–2005), który w 1976 roku został współwłaścicielem firmy. Pod koniec lat 70. otrzymał zlecenie uszycia kostiumów do polsko-brytyjskiego serialu o Sherlocku Holmesie. W 1998 umarł Tadeusz Zaremba (został pochowany w Alei Zasłużonych na warszawskich Powązkach). Po jego śmierci firmą kierował Adam Zaremba wraz z żoną Grażyną pod nazwą „Adam Zaremba”.
Od 2005 roku, kiedy zmarł Adam Zaremba, pieczę nad zakładem sprawowała jego żona Grażyna i syn Maciej Zaremba (ur. 1981). W zakładzie pracowało dwóch mistrzów krawieckich i krojczych – Marian Kowalczyk i Jan Sułecki. Pracownia szyje ubiory dla dyplomatów, polityków, milionerów i gwiazd. Właściciele zakładu w 2009 roku zawiązali spółkę z Piotrem Kamińskim, jednym z nielicznych w Polsce specjalistów w szyciu miarowym (ang. bespoke).